# Дубровский (Новосибирская область)
Дубровский — упразднённый посёлок в Здвинском районе Новосибирской области. На момент упразднения входил в состав Верх-Урюмского сельсовета. Исключен из учётных данных в 1971 году.

## География
Посёлок располагался на юго-востоке района, на гриве Старцева, в 16 км (по прямой) к юго-востоку от села Верх-Урюм.

## История
Посёлок был основан в 1922 году.
В 1928 году выселок Дубровский состоял из 35 хозяйств. В административном отношении входил в состав Ново-Горносталевского сельсовета Баклушевского района Барабинского округа Сибирского края. В годы коллективизации организован колхоз  «Памяти Ленина».
Решением Новосибирского облисполкома от 27.09.1971 г. № 650 посёлок исключен из учётных данных как фактически не существующий.

## Население
По переписи 1926 г. в посёлке проживало 177 человек (90 мужчин и 87 женщин), основное население — русские. В 1954 году в посёлке проживало 122 человека.